# Aglossosia
Aglossosia is een geslacht van vlinders van de familie spinneruilen (Erebidae), uit de onderfamilie Arctiinae.

## Soorten
- A. albescens Hampson, 1901
- A. aurantiacella Kiriakoff, 1954
- A. consimilis Hampson, 1918
- A. chrysargyria Hampson, 1900
- A. deceptans Hampson, 1914
- A. flavimarginata Hampson, 1900
- A. fusca Berio, 1939
- A. fuscicincta Hampson, 1914
- A. metaleuca Hampson, 1900
- A. persimilis Hampson, 1914
- A. semisericea Kiriakoff, 1954